# Miloslav Dillinger
Miloslav Dillinger (16. prosince 1902 Čáslav – 27. září 1976 Bratislava) byl vysokoškolský pedagog a chemik.

## Životopis
Studoval na gymnáziu v Čáslavi, v letech 1922–1928 na Přírodovědecké fakultě Univerzity Karlovy v Praze. Roku 1929 RNDr., 1947 mimořádný, 1966 univerzitní profesor. Působil jako profesor gymnázií, v letech 1930–1945 v Banské Bystrici. V letech 1947–1950 profesor Pedagogické fakulty Univerzity Komenského, 1950–1974 Přírodovědecké fakulty Univerzity Komenského v Bratislavě, 1950–1952 děkan Prírodověcké fakulty Univerzity Komenského. Během studií se věnoval možnostem využití polarografie v chemické analýze, později i problémům jaderné chemie. Autor a spoluautor monografických prací, studií v domácích i zahraničních odborných časopisech, vysokoškolských a středoškolských učebnic, které i překládal z češtiny a ruštiny. Účastník protifašistického odboje a SNP, pracovník redakce časopisu Bojovník. Popularizátor přírodních věd, člen redakčních rad časopisů.